# Drosophila hypocausta (artundergrupp)
Drosophila hypocausta är en artundergrupp inom släktet Drosophila, undersläktet Drosophila och artgruppen Drosophila immigrans. Artundergruppen består av åtta arter. Inom artundergruppen är stor skillnad i kroppsfärg mellan könen vanligt och hannarna är mörkare i färgen än honorna.

## Arter inom artgruppen
- Drosophila calceolata
- Drosophila hypocausta
- Drosophila nakanoi
- Drosophila nasutoides
- Drosophila neohypocausta
- Drosophila rubida
- Drosophila siamana
- Drosophila xanthogaster